# 益田直也
益田 直也（ますだ なおや、1989年10月25日 - ）は、和歌山県那賀郡貴志川町（現：紀の川市）出身のプロ野球選手（投手）。右投右打。千葉ロッテマリーンズ所属。
NPBにおける、新人最多登板記録、新人最多ホールド記録保持者。

## 経歴

### プロ入り前
元々はサッカーがしたかったが、友達に誘われて西貴志小学校2年時から野球を始める。一時は和歌山リトルリーグに所属。「西貴志レッドボーイズ（現・西貴志ドリームス）」に入団し6年生ではエースを任される。小学校の3学年下に西川遥輝、4学年下に山崎晃大朗がいる。貴志川中では軟式野球部に所属。練習に明け暮れた小・中学校時代で投球の基礎を培っていった。中学校時代に指導にあたった当時の田伏英世監督は益田について「努力家で、練習に対して真摯に取り組む姿が印象に残っている」と当時を振り返っている。
市立和歌山商業高校時代は内野手、主に遊撃手の控えとしてプレー。2学年上には川端慎吾、同級生に川端友紀がいた。3年夏は和歌山県予選準決勝で敗退。甲子園出場経験は無し。内野手をやっていたのは、高校1年の健康診断で心臓に穴が空いていることが発覚し、当時の監督が出来るだけ身体に負担がかからないようにするに転向させたためで、益田本人は投手志望だったという。
高校卒業後はセレクションを受けて関西国際大学に進学。入学後に投手に転向し、2年次の春からリーグ戦に登板する。第58回全日本大学野球選手権大会では準決勝の法政大学戦で2番手として登板、3回2/3を1失点に抑えた。これを機に中継ぎ投手に昇格する。
3年次の冬から4年次の春にかけて、腰のキレを良くするため体幹を鍛え、ツーシームの精度を上げた。これが功を奏し、春のリーグ戦では優勝こそ逃したものの、先発・救援の両面で起用され13試合中11試合に登板し4勝、リーグトップの防御率0.75、48回で44奪三振を記録し、初のベストナインに選出された。リーグ戦通算6勝5敗、防御率1.16。全国大会の出場経験は、2009年大学選手権と2009、2010年の明治神宮大会で登板。
2011年のドラフト会議では、千葉ロッテマリーンズから4位指名を受け、11月18日に関西国際大学三木キャンパスにおいて仮契約した。背番号は52。

### ロッテ時代

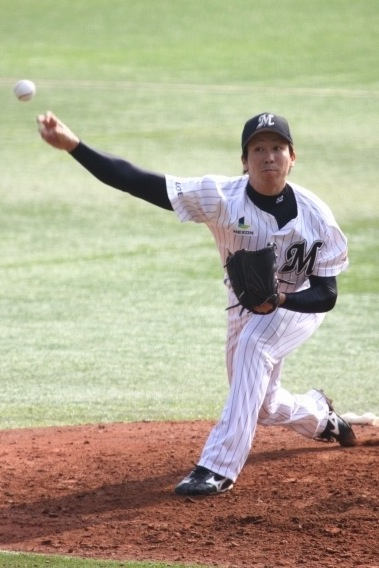
2012年3月22日 QVCマリンフィールド

2012年はオープン戦で結果を残し、同期入団投手の藤岡貴裕・中後悠平とともに開幕を一軍で迎えた。東北楽天ゴールデンイーグルスとの開幕戦でプロ初登板を果たすと、翌3月31日の同カードではプロ初ホールドを記録。ルーキーながら開幕からセットアッパーを任され、4月4日の埼玉西武ライオンズ戦では開幕戦から4試合連続登板。開幕戦からチーム4試合すべてに登板した新人投手はドラフト制後チーム初であった。その後もリリーフとして安定感抜群の投球を見せ、監督推薦でオールスターに初出場となり、球宴第1戦に登板した。8月5日のオリックス・バファローズ戦でプロ初セーブ、同30日の楽天戦ではプロ初勝利も挙げ、ルーキーイヤーは72試合に登板し、2勝2敗41ホールド1セーブ・防御率1.67を記録。林安夫と大原慎司が持つ新人最多登板記録（71試合）、攝津正が持つ新人最多ホールド記録（34ホールド）を共に更新し、チームとしては久保康友以来7年ぶりとなる新人王を受賞した。オフに球団のルーキー史上最高となる3000万円アップ、推定年俸4200万円で契約を更改した。
2013年は春季キャンプ直前に突発性気胸を発症していたことが発覚し、キャンプ序盤は出遅れたものの、無事に復帰し、前年クローザーを務めた薮田安彦が怪我により開幕二軍スタートになったため、開幕からクローザーを務めた。5月は、2リーグ制以降最多タイとなる月間18試合登板、球団新記録の月間10セーブを記録。2年連続でオールスターに選出され、球宴第3戦に登板した。この年はリーグ最多の68試合に登板し、2勝6敗9ホールド33セーブ・防御率2.76と好成績を収め、最多セーブのタイトルを獲得した。オフに3000万円増となる推定年俸7200万円で契約を更改し、7月に一般女性と結婚していたことも発表した。11月には台湾で行われた2013 BASEBALL CHALLENGE 日本 VS チャイニーズ・タイペイの日本代表にも選出された。
2014年は抑えとして調整を続けていたが、右肘の違和感のため開幕に間に合わず、西野勇士に抑えを譲る形となった。4月8日の一軍復帰後は西野が好調だったため、セットアッパーとして起用されたが、5月31日の横浜DeNAベイスターズ戦で乙坂智にプロ初打席初本塁打を献上するなど、1回3安打2失点。6月15日の広島東洋カープ戦ではブラッド・エルドレッドに逆転満塁本塁打を打たれ、交流戦以降は痛打される場面が目立つようになった。9月9日の西武戦では史上38人目の一球勝利を記録し、この年は中継ぎながら7勝を記録したが、52試合の登板で7勝3敗23ホールド1セーブ・防御率4.94と成績を落とし、西野に守護神を譲っただけでなく8回のセットアッパーの座も大谷智久に譲るシーズンとなった。オフに800万円増となる推定年俸8000万円で契約を更改した。
2015年は開幕一軍入りを果たすも、不調が続き、4月22日に出場選手登録を抹消された。5月26日の再登録以降は中継ぎとして起用されたものの、負け試合で登板することも多く、この年は51試合に登板し、3勝2敗11ホールド・防御率3.91という成績であった。オフに現状維持となる推定年俸8000万円で契約を更改した。
2016年は肩周りや胸の筋肉を鍛え直し、150km/hに達するまでに球威が戻り、開幕から10試合連続で無失点を続け、5月7日から6月24日にかけては18試合続けて失点ゼロ。信頼を取り戻し、セットアッパーを任されるようになると、自身3度目のオールスターに選出され、球宴第2戦に登板した。後半戦に入り、抑えの西野が肘痛で戦列を離れると、守護神の座に返り咲いた。9月に右肘関節炎で登板間隔を空けた時期もあったが、登録抹消されることなく1年間を通してブルペンを支えた。この年は61試合に登板し、3勝2敗21ホールド14セーブ・防御率1.83と好成績を収め、オフに4000万円増となる推定年俸1億2000万円で契約を更改した。
2017年は「年間を通して抑えを務める。セーブ王を獲得する」を目標に掲げてキャンプインし、開幕からクローザーを任されたが、11試合の登板で3敗・防御率6.30と不調であり、内竜也と配置転換された。その後は5月18日に出場選手登録を抹消され、同31日に再登録されるも、8月20日に再び登録抹消。そのまま二軍でシーズンを終えることとなり、「最低でもクリアしたい数字」と語った50試合登板に届かない38試合の登板にとどまり、0勝4敗6ホールド9セーブ・防御率5.09と大きく成績を落とし、オフの契約更改ではプロ入り後初のダウン提示。1000万円減の推定年俸1億1000万円でサインした。
2018年、前年に現役を引退し一軍監督に就任した井口資仁の助言を受け、前年の秋季キャンプから徹底的に直球を磨き直し、その甲斐もあり、一年を通して一軍に帯同。この年は6敗を喫するなど、信頼を完全に取り戻すシーズンとはならなかったが、70試合に登板して2勝6敗17ホールド3セーブ・防御率3.08を記録。オフに2000万円増の推定年俸1億3000万円で契約を更改した。
2019年は開幕前に守護神に指名されると、シーズンを通してその役割を全うし、60試合の登板で4勝5敗12ホールド27セーブ・防御率2.15と好成績を収めた。この年に国内FA権を獲得しており、読売ジャイアンツなどが調査をしていたが、10月30日にFA権を行使せず、ロッテへの残留が決定した。残留の決め手として「ファンの人からのSNS等、それ以外のところでも残ってほしいという声をたくさんいただいて。ロッテで優勝したい。このメンバー、このスタッフで、ファンのみなさんがいるところで優勝したい」と本人は話した。12月20日に総額6億円プラス出来高の3年契約にサインした。また、鈴木大地のFA移籍により、翌年から選手会長を務めることとなった。
2020年は新型コロナウイルスの影響で120試合制の短縮シーズンとなり、開幕も6月に延期となったが、開幕からクローザーとしてフル回転し、8月7日のオリックス戦で史上33人目となる通算100セーブを達成。2016年に通算100ホールドを達成しているため史上5人目の通算100ホールド・100セーブ達成者となった。8月28日のオリックス戦では通算500試合登板を達成。この年もシーズンを通して守護神を務め、リーグ最多の54試合に登板し、3勝5敗5ホールド31セーブ・防御率2.25と好成績を収め、13年ぶりのチーム2位躍進に大きく貢献した。
2021年シーズンは9回打ち切りルールが採用され、引き分けに持ち込むために同点の9回でも守護神を投入する場面がどの球団でも多く見られた。益田もシーズン初登板となった3月27日の福岡ソフトバンクホークス戦で同点の9回裏に投入されたが、サヨナラ負けを喫し、翌28日の同カードでは1点リードの9回裏に登板するも逆転サヨナラ負け。まさかの連敗でシーズンがスタートしたものの、4月1日の楽天戦から同10日の西武戦にかけて6試合連続無失点投球。5月は月間リーグトップタイの8セーブ・月間防御率0.90を記録し、守護神の座を譲ることはなかった。6月4日のDeNA戦では1球セーブを記録。1球勝利と1球セーブを記録した史上4人目のNPBの選手となり、パ・リーグの選手では史上初であった。2016年以来となる自身4度目のオールスターに選出され、球宴第1戦に登板した。9月8日のオリックス戦では通算150セーブを達成。10月24日の北海道日本ハムファイターズ戦でシーズン38セーブ目を挙げ、それまで小林雅英が保持していたシーズンセーブ数の球団記録を更新した。この年はリーグ最多の67試合に登板し、逆転負けを喫する場面も目立ったが、3勝6敗38セーブ・防御率2.24を記録し、2013年以来となるセーブ王に輝いた。また、前述の通り引き分け試合でも多く起用され、引き分け試合の最後に登板した投手に記録される「引分」の数も多くなり、8月19日の西武戦で引分数プロ野球新記録を樹立し、最終的にその記録を18まで伸ばした。CSではファーストステージに2試合連続で登板し、ファイナルステージ進出に貢献したものの、引き分けでも敗退が決まる11月12日の試合で1点リードを守りきれず、シーズンが終わった。
2022年も守護神として開幕を一軍で迎えたが、開幕から1か月で2度のセーブ失敗。さらに4月26日からはコンディション不良によりベンチを外れる試合が続き、抹消はされずに同30日に復帰したものの、5月6日のソフトバンク戦でシーズン3度目のセーブ失敗を喫した。ただ、その後はセーブ失敗が無く、6月11日のDeNA戦では同点の9回表に登板して1イニングを無失点に抑え、プロ野球史上3人目となる通算150セーブ・150ホールドを達成。7月12日終了時点で34試合に登板して21セーブを記録すると、監督推薦で2年連続5度目となるオールスターに選出され、第1・2戦に登板した。しかし、後半戦開幕となった7月29日のオリックス戦で同点3点本塁打を打たれ、シーズン4度目のセーブ失敗を喫すると、8月12日の日本ハム戦でもセーブ失敗。これが後半戦5試合の登板で3度目の失点となり、守護神としての固定起用が外されると、益田本人から再調整の申し出があり、8月20日に出場選手登録を抹消された。9月2日に再登録され、6試合連続無失点を記録するも走者を背負う苦しい投球が続いており、9月20日のオリックス戦では1点ビハインドの9回表に登板して2失点。同30日のオリックス戦では同点の8回裏に登板して1失点と再昇格後も安定感を欠き、この年は52試合に登板したが、1勝2敗8ホールド25セーブ・防御率3.29という成績であった。オフにロッテと再び複数年契約を締結し、翌年は現状維持となる推定年俸2億円でサインした。
2023年も守護神として開幕を一軍で迎え、6月16日のDeNA戦でプロ野球史上10人目となる通算200セーブを達成。交流戦終了時点では27試合に登板し、1勝0敗8ホールド18セーブ・防御率1.75と安定した投球を見せていたが、その後は不安定な投球が目立った。9月に入ると、さらに投球が不安定になり、9月30日の西武戦では制球に苦しみ、一死満塁・カウント2ボールとなった場面で交代を告げられ、翌日には発熱による特2023で出場選手登録を抹消された。10月7日に一軍復帰したものの、この年は58試合の登板で2勝5敗13ホールド36セーブ・防御率3.71という成績であった。オフの契約更改では現状維持となる推定年俸2億円でサインした。
2024年も守護神として開幕を一軍で迎えたが、3月31日の日本ハム戦で1点リードの9回表に登板するも、外野手の交錯による不運な適時三塁打もあって1回2失点で敗戦投手。続く4月3日のソフトバンク戦でも1点リードの9回裏に登板したが、自身のエラーも絡んで二死満塁のピンチを招き、押し出しの四球で同点を許して2試合連続のセーブ失敗となり、翌4日に出場選手登録を抹消された。4月20日に再登録され、チームが7連敗を喫したこともあってセーブ機会が無かったものの、同30日のオリックス戦で1か月ぶりのセーブ。その後も守護神として起用されたが、5月12日のセーブ失敗以降は、状況によって鈴木昭汰がセーブ機会で登板する試合もあった。ブルペンデーとなった5月26日のソフトバンク戦では、2-0で迎えた8回表に国吉佑樹が1点差に迫られ、なおも二死満塁の場面で益田が登板。川村友斗を3球三振に仕留めると、6年ぶりの回またぎとなった9回表を三者凡退に抑え、シーズン7セーブ目を挙げた。交流戦以降はセーブ失敗が1度のみと守護神の役割を果たし、この年は44試合の登板で1勝4敗6ホールド25セーブ・防御率2.59を記録。ポストシーズンでは、日本ハムとのCSファーストステージ第1戦でセーブを挙げた。ただ、第2戦では1点リードの9回裏から登板し、一死から万波中正に同点ソロ本塁打を被弾。チームは延長戦で敗れ、続く第3戦にも敗れてファイナルステージ進出を逃した。オフの契約更改では現状維持の推定年俸2億円で契約を更改した。
2025年は通算250セーブまであと7セーブと迫る状態で迎える。しかし3セーブを挙げて以降は足踏みし、5月2日のソフトバンク戦（みずほPayPayドーム）にて2点リードの局面で登板するも、二死満塁のピンチを作ると川瀬晃にサヨナラ打を打たれ、敗戦投手となった。翌日に下半身のコンディション不良で登録を抹消された。同29日に二軍で実戦復帰登板を果たすと、6月14日に一軍復帰した。しかし、自身の登録抹消後に中森俊介が守護神に定着したため、セーブ機会以外での登板が増加していった。

## 選手としての特徴

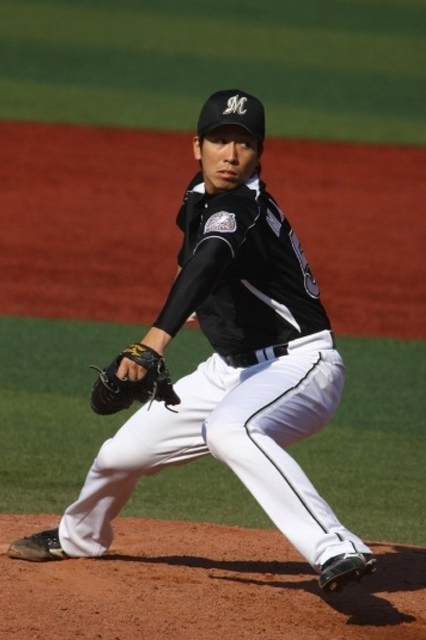
益田の投球フォーム（2012年）

トルネード投法に近いサイドスロー気味のスリークォーター。平均球速約144km/h、最速154km/hのストレートとツーシームに加えて、スライダー、シンカー、カットボールと変化球も多彩。
またプロ入り後、春季キャンプで投手コーチの西本聖の指導の元、すぐにシュートも習得するなど器用さも持ち合わせている。
元々左利きで、幼少期に箸やペンとともに矯正されて現在のように右投げとなった。しかし左でも遠投60メートル、球速100km/hを投げることが出来る筋力バランスの良さを持ち合わせている。
入団後の春季キャンプで初めてのフリー打撃に登板した際、インコースへ投げてもいいのかと投手コーチの西本に質問した。このことについて西本は、フリー打撃に参加する主力選手に当ててしまうかも知れない恐怖よりも、打者に向かっていくその強気の姿勢は投手として大切な要素である、とその資質を高く評価した。
セットアッパーとして目標としている投手に、中日ドラゴンズの浅尾拓也の名前を挙げている。
筋トレはほとんどせず、益田曰く「筋トレしたらすぐ筋肉が付いてしまう。すると感覚が全く違う。だがら走って体幹を鍛える程度のメニューしかやっていない」と話している。2010年代以降の投手としては珍しい走り込み肯定派であり、2024年シーズンの春季キャンプでは1日にダッシュ系のトレーニング7kmを行うことで体を作っている様子が報じられた。
投球動作中に軸足である右足でこらえながら上半身をふらつかせながら投げることで打者のタイミングを外すことがある。

## 人物
愛称は「まっすー」。
2012年1月8日、益田は埼玉県のさいたま市にあるロッテ選手寮（最寄り駅：武蔵浦和駅）への入寮の際、益田と同期入団で関西出身の中後悠平と共に上京、午後3時すぎに到着予定のはずが東京駅から武蔵野線に乗車。この経路だと武蔵浦和駅まで乗り換えなしで到着するが京浜東北線赤羽駅経由埼京線または京浜東北線南浦和駅経由武蔵野線に比べると明らかな遠回り経路であり、40分程度で到着予定が90分を要して到着、午後4時20分にようやく入寮と大遅刻した。5時間半くらい電車に乗ったと本人達も苦笑いだった。
母子家庭で育ったため、苦労して育ててくれたという母へ契約金を渡してプロ入り。一軍で投げる姿を見てほしいと益田はコメントしており、プロ入り初勝利を記録した際には初めてのウイニングボールは「実家の母に送ります」と母親への感謝の言葉を口にしている。このような出自であることから、「ひとり親家庭」の支援活動に熱心である。その一環として2013年から毎年数回、QVCマリンでのマリーンズ主催試合の内野指定席に母子家庭の親子を招待し、交流する活動を続けており、益田も「毎回、こちらが励みになっている」、「同じような環境で頑張る子供たちのためにも頑張ろうと思います」と述べている。
寮やホテルの部屋ではガネッシュと呼ばれる「お香」を使ってリラックスしている。
2013年シーズン終了後に契約更改の席で同年7月に一般女性と結婚していたことを発表、2014年2月10日に第一子となる長男が誕生したと発表した。2020年6月15日、第三子が誕生した。
2020年2月14日、千葉市消防局が行う春の火災予防運動（3月1日 - 7日）のポスターに5年ぶりに起用された。

## 詳細情報

### 年度別投手成績
| 年 度      | 球 団      | 登 板 | 先 発 | 完 投 | 完 封 | 無 四 球 | 勝 利 | 敗 戦 | セ 丨 ブ | ホ 丨 ル ド | 勝 率 | 打 者 | 投 球 回 | 被 安 打 | 被 本 塁 打 | 与 四 球 | 敬 遠 | 与 死 球 | 奪 三 振 | 暴 投 | ボ 丨 ク | 失 点 | 自 責 点 | 防 御 率 | W H I P |
| ---------- | ---------- | ----- | ----- | ----- | ----- | -------- | ----- | ----- | -------- | ----------- | ----- | ----- | -------- | -------- | ----------- | -------- | ----- | -------- | -------- | ----- | -------- | ----- | -------- | -------- | ------- |
| 2012       | ロッテ     | 72    | 0     | 0     | 0     | 0        | 2     | 2     | 1        | 41          | .500  | 308   | 75.1     | 61       | 2           | 19       | 3     | 2        | 57       | 2     | 0        | 25    | 14       | 1.67     | 1.06    |
| 2013       | ロッテ     | 68    | 0     | 0     | 0     | 0        | 2     | 6     | 33       | 9           | .250  | 268   | 62.0     | 65       | 3           | 16       | 3     | 4        | 66       | 3     | 0        | 24    | 19       | 2.76     | 1.31    |
| 2014       | ロッテ     | 52    | 0     | 0     | 0     | 0        | 7     | 3     | 1        | 23          | .700  | 226   | 51.0     | 56       | 3           | 16       | 0     | 2        | 57       | 2     | 0        | 28    | 28       | 4.94     | 1.41    |
| 2015       | ロッテ     | 51    | 0     | 0     | 0     | 0        | 3     | 2     | 0        | 11          | .600  | 227   | 53.0     | 48       | 2           | 21       | 1     | 2        | 42       | 7     | 0        | 23    | 23       | 3.91     | 1.30    |
| 2016       | ロッテ     | 61    | 0     | 0     | 0     | 0        | 3     | 2     | 14       | 21          | .600  | 238   | 59.0     | 53       | 2           | 16       | 2     | 0        | 36       | 1     | 0        | 13    | 12       | 1.83     | 1.17    |
| 2017       | ロッテ     | 38    | 0     | 0     | 0     | 0        | 0     | 4     | 9        | 6           | .000  | 162   | 35.1     | 46       | 8           | 15       | 2     | 0        | 29       | 1     | 0        | 20    | 20       | 5.09     | 1.73    |
| 2018       | ロッテ     | 70    | 0     | 0     | 0     | 0        | 2     | 6     | 3        | 17          | .250  | 264   | 64.1     | 44       | 6           | 27       | 1     | 3        | 61       | 2     | 0        | 26    | 22       | 3.08     | 1.10    |
| 2019       | ロッテ     | 60    | 0     | 0     | 0     | 0        | 4     | 5     | 27       | 12          | .444  | 229   | 58.2     | 36       | 5           | 22       | 2     | 2        | 56       | 1     | 0        | 15    | 14       | 2.15     | 0.99    |
| 2020       | ロッテ     | 54    | 0     | 0     | 0     | 0        | 3     | 5     | 31       | 5           | .375  | 214   | 52.0     | 42       | 1           | 17       | 1     | 2        | 53       | 4     | 0        | 15    | 13       | 2.25     | 1.14    |
| 2021       | ロッテ     | 67    | 0     | 0     | 0     | 0        | 3     | 6     | 38       | 0           | .333  | 248   | 64.1     | 43       | 5           | 15       | 1     | 0        | 68       | 2     | 0        | 17    | 16       | 2.24     | 0.90    |
| 2022       | ロッテ     | 52    | 0     | 0     | 0     | 0        | 1     | 2     | 25       | 8           | .333  | 224   | 52.0     | 46       | 6           | 19       | 3     | 3        | 47       | 8     | 0        | 21    | 19       | 3.29     | 1.25    |
| 2023       | ロッテ     | 58    | 0     | 0     | 0     | 0        | 2     | 5     | 36       | 13          | .286  | 222   | 53.1     | 49       | 9           | 14       | 1     | 1        | 54       | 4     | 0        | 23    | 22       | 3.71     | 1.18    |
| 2024       | ロッテ     | 44    | 0     | 0     | 0     | 0        | 1     | 4     | 25       | 6           | .200  | 172   | 41.2     | 27       | 2           | 14       | 1     | 3        | 35       | 2     | 0        | 16    | 12       | 2.59     | 0.98    |
| 通算：13年 | 通算：13年 | 747   | 0     | 0     | 0     | 0        | 33    | 52    | 243      | 172         | .388  | 3002  | 722.0    | 616      | 54          | 231      | 21    | 24       | 661      | 39    | 0        | 266   | 234      | 2.92     | 1.17    |

- 2024年度シーズン終了時
- 各年度の太字はリーグ最高

### 年度別守備成績
| 年 度 | 球 団  | 投手  | 投手  | 投手  | 投手  | 投手  | 投手     |
| 年 度 | 球 団  | 試 合 | 刺 殺 | 補 殺 | 失 策 | 併 殺 | 守 備 率 |
| ----- | ------ | ----- | ----- | ----- | ----- | ----- | -------- |
| 2012  | ロッテ | 72    | 4     | 16    | 1     | 1     | .952     |
| 2013  | ロッテ | 68    | 5     | 5     | 0     | 0     | 1.000    |
| 2014  | ロッテ | 52    | 5     | 6     | 1     | 1     | .917     |
| 2015  | ロッテ | 51    | 3     | 6     | 0     | 0     | 1.000    |
| 2016  | ロッテ | 61    | 3     | 11    | 0     | 1     | 1.000    |
| 2017  | ロッテ | 38    | 1     | 7     | 0     | 0     | 1.000    |
| 2018  | ロッテ | 70    | 4     | 12    | 0     | 1     | 1.000    |
| 2019  | ロッテ | 60    | 3     | 11    | 0     | 1     | 1.000    |
| 2020  | ロッテ | 54    | 1     | 9     | 0     | 1     | 1.000    |
| 2021  | ロッテ | 67    | 5     | 6     | 1     | 0     | .917     |
| 2022  | ロッテ | 52    | 2     | 12    | 0     | 0     | 1.000    |
| 2023  | ロッテ | 58    | 3     | 2     | 2     | 0     | .714     |
| 2024  | ロッテ | 44    | 1     | 4     | 1     | 0     | .833     |
| 通算  | 通算   | 747   | 40    | 107   | 6     | 6     | .961     |

- 2024年度シーズン終了時
- 各年度の太字はリーグ最高

### タイトル
- 最多セーブ投手：2回（2013年[注 5]、2021年[注 6]）

### 表彰
- 新人王（2012年）※野村祐輔と共に平成生まれ初
- 月間最優秀バッテリー賞：1回（2020年8月 捕手：田村龍弘）
- 2012ゴールデン・ルーキー賞（2012年）

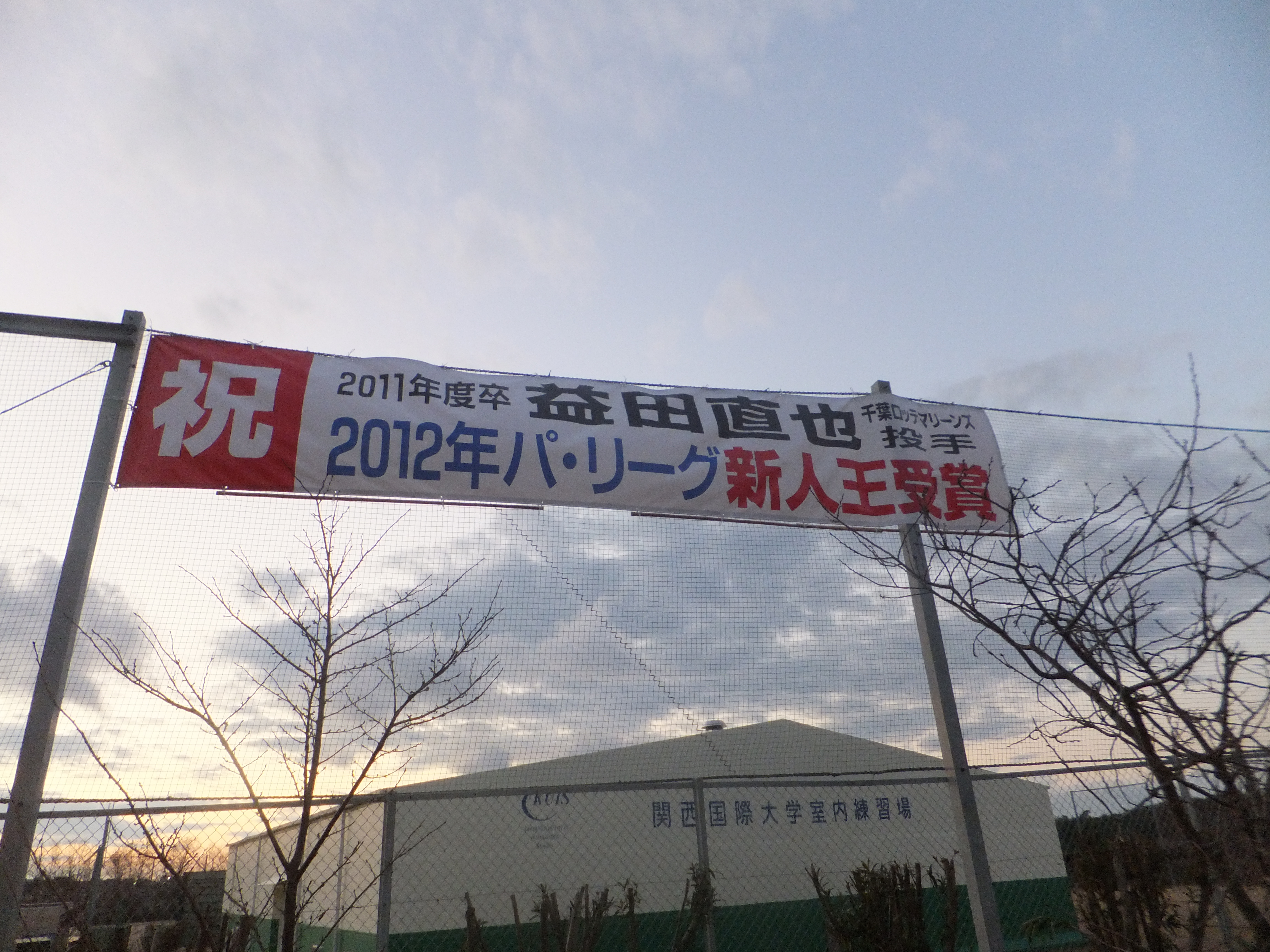
益田の母校である関西国際大学では新人王表彰を記念して、垂れ幕が掲げられた。
2012年12月22日撮影

### 記録
初記録
投手記録
- 初登板：2012年3月30日、対東北楽天ゴールデンイーグルス1回戦（日本製紙クリネックススタジアム宮城）、7回裏に2番手で救援登板、1/3回無失点
- 初ホールド：2012年3月31日、対東北楽天ゴールデンイーグルス2回戦（日本製紙クリネックススタジアム宮城）、7回裏に2番手で救援登板、1回無失点
- 初奪三振：2012年4月4日、対埼玉西武ライオンズ1回戦（西武ドーム）、8回裏に浅村栄斗から空振り三振
- 初セーブ：2012年8月5日、対オリックス・バファローズ14回戦（京セラドーム大阪）、9回裏に5番手で救援登板・完了、1回無失点
- 初勝利：2012年8月30日、対東北楽天ゴールデンイーグルス19回戦（QVCマリンフィールド）、8回表に2番手で救援登板、1回無失点

打撃記録
- 初打席：2012年5月17日、対中日ドラゴンズ2回戦（ナゴヤドーム）、10回表にマキシモ・ネルソンから空振り三振[163]

節目の記録
- 100ホールド：2016年7月23日、対東北楽天ゴールデンイーグルス12回戦（楽天Koboスタジアム宮城）、8回裏に4番手で救援登板、1回無失点 ※史上24人目[164][64]
- 100セーブ：2020年8月7日、対オリックス・バファローズ10回戦（京セラドーム大阪）、9回裏に4番手で救援登板・完了、1回無失点 ※史上33人目[64]
- 500試合登板：2020年8月28日、対オリックス・バファローズ13回戦（京セラドーム大阪）、9回裏に4番手で救援登板 ※史上102人目[165]
- 150セーブ：2021年9月8日、対オリックス・バファローズ18回戦（ほっともっとフィールド神戸）、9回裏に3番手で救援登板・完了、1回無失点 ※史上17人目[166]
- 600試合登板：2022年4月12日、対福岡ソフトバンクホークス4回戦（長崎ビッグNスタジアム）、9回裏に3番手で救援登板・完了、1回無失点 ※史上43人目[167]
- 150ホールド：2022年6月11日、対横浜DeNAベイスターズ2回戦（ZOZOマリンスタジアム）、9回表に2番手で救援登板、1回無失点 ※史上10人目[168][169]
- 200セーブ：2023年6月16日、対横浜DeNAベイスターズ1回戦（横浜スタジアム）、9回裏に3番手で救援登板・完了、1回無失点 ※史上10人目、672試合目での達成は史上最遅[170]
- 700試合登板：2023年9月27日、対北海道日本ハムファイターズ24回戦（エスコンフィールドHOKKAIDO）、9回裏に4番手で救援登板・完了、1回無失点 ※史上18人目、救援登板のみでの達成は史上3人目、プロ入り12年目での達成は史上最速[171]

その他の記録
- 新人シーズン72登板：2012年 ※新人史上最多[172]
- 新人シーズン41ホールド：2012年 ※新人史上最多[173]
- 月間18登板：2013年5月 ※最多タイ記録（他に稲尾和久、ヘロニモ・フランスア、山田修義）[174]
- 1球勝利：2014年9月9日、対埼玉西武ライオンズ22回戦（QVCマリンフィールド）、11回表二死に5番手で救援登板・完了、渡辺直人を二ゴロ ※史上38人目[37]
- 1球セーブ：2021年6月4日、対横浜DeNAベイスターズ1回戦（横浜スタジアム）、9回裏二死に6番手で救援登板・完了、桑原将志を中飛 ※史上62人目、68度目[175]
- 1球勝利・1球セーブを両方達成 ※史上4人目、パ・リーグ史上初[175]
- 100ホールド100セーブ ※史上5人目[64]
- 150ホールド150セーブ ※史上3人目[176]
- 同一球場通算100セーブ：2023年5月18日、対オリックス・バファローズ8回戦（ZOZOマリンスタジアム）、9回表二死に8番手で救援登板・完了、1/3回無失点 ※史上4人目、パ・リーグ史上初[177]
- 暴投による2者生還逆転サヨナラ負け：2020年10月29日、対福岡ソフトバンクホークス21回戦（福岡PayPayドーム）、9回裏一死二・三塁から ※プロ野球史上初[178]
- シーズン18引分：2021年 ※史上最多
- シーズン67交代完了：2021年 ※史上最多[179]
- オールスターゲーム出場：5回（2012年、2013年、2016年、2021年、2022年）

### 背番号
- 52（2012年[9] - ）